# 北马里亚纳群岛旗帜
北马里亚纳群岛目前使用的旗帜于1985年启用。
这面旗帜和其他从联合国托管地独立的太平洋岛屿一样，采用了蓝色地和白色星的图案，在白星后面是代表当地土著沙摩罗人房屋基石的石柱图案，1981年，加入了花环图案，代表群岛岛弧的各个岛屿，其他岛屿没有自己单独的旗帜，同时表示和自己群岛的历史和风俗的链接。

## 历史旗帜

西属东印度旗帜
德属新几内亚旗帜
1981年-1989年的旗帜
1972年-1981年的旗帜
1965年 - 1972年联合国太平洋岛屿托管地旗帜
1947年 - 1965年使用的联合国的旗帜